# Brooke Smith
Brooke Smith (sinh ngày 22 tháng 5 năm 1967) là một nữ diễn viên người Mỹ.

## Thời thơ ấu
Smith được sinh ra ở thành phố New York. Cha của cô, Eugene "Gene" Smith, làm việc như một người phụ trách xuất bản, và mẹ cô, nhà xuất bản Lois Eileen Smith (nhũ danh Wollenweber), đã làm việc với Robert Redford và các diễn viên và đạo diễn khác. [2] [3]

## Sự nghiệp
Smith đã xuất hiện trong nhiều bộ phim, bao gồm The Moderns (1988), The Silence of the Lambs (1991), The Night We Never Met (1993), Mr. Wonderful (1993), Vanya on 42nd Street (1994), Last Summer in the Hamptons (1995), Plants Lounge (1996), Kansas City (1996), The Broken Giant (1998), Random Hearts (1999), Series 7: The Contender (2001), Bad Company (2002), Melinda and Melinda (2004), Iron Jawed Angels (2004), Shoot Vegetarians (2005), In Her Shoes (2005), The Namesake (2006), và Interstellar (2014).
Cô xuất hiện với tư cách là khách mời trong chương trình Crossing Jordan mùa thứ sáu với vai Tiến sĩ Kate Switzer, là một trong những giáo viên nghệ thuật của Claire Fisher trên Six feet Under, và trên Weed với tư cách là vợ cũ của Peter Scottson, người chồng quá cố của nhân vật chính Nancy Botwin.
Smith bắt nguồn vai trò của Andrea trong phi công của loạt phim truyền hình ABC Dirty Sexy Money, nhưng đã được thay thế bởi Sheryl Lee sau khi trở thành loạt phim phát thường xuyên trên Grey Anatomy. [4] Vào ngày 3 tháng 11 năm 2008, Smith nói với Entertainment Weekly rằng nhân vật của cô đã được viết ra khỏi Grey Anatomy, nói rằng cô "thực sự, thực sự sốc", và cho rằng sự khó chịu của các nhà điều hành mạng đối với mối quan hệ đồng tính nữ của cô có thể là lý do cho cô hất cẳng. Tuy nhiên, Shonda Rhimes, người tạo ra chương trình, nói rằng Smith đã bị loại khỏi loạt phim vì các nhà văn không thấy rằng "ma thuật và hóa học" mà nhân vật của Smith có với nhân vật của Sara Ramirez, Callie Torres, sẽ duy trì lâu dài. [ 5]
Smith cũng có vai trò trong vụ giết người: Cuộc sống trên đường phố, Luật pháp & Trật tự: Đơn vị nạn nhân đặc biệt, Luật & Lệnh: Ý định tội phạm, Luật & Trật tự, Tâm lý tội phạm và Kẻ đói. Vào năm 2012, Smith cũng xuất hiện trong một tập của phần thứ hai của loạt phim truyền hình FX American American Horror Story. Năm 2015, cô xuất hiện với vai Frances Simpson trong loạt phim truyền hình Showtime Ray Donovan.
Vào mùa xuân năm 2017, Smith đã xuất hiện trong vai trò định kỳ của Cảnh sát trưởng Jane Greene trong phần thứ năm và cuối cùng của loạt phim kinh dị kịch bản A & E Bates Motel, đối diện với các ngôi sao của loạt phim Vera Farmiga - như Norma Bates đã chết - là một nhân vật của trí tưởng tượng của cô con trai bị bệnh tâm thần và giết người Norman (Freddie Highmore). Bates Motel là loạt phim tiền truyện dành cho đạo diễn kinh điển tâm lý kinh dị năm 1960 của đạo diễn Alfred Hitchcock, với sự tham gia của Tony Perkins và Janet Leigh. [7]
Năm 2019, Smith đóng vai Dara, một cố vấn được chỉ định cho một nạn nhân trẻ tuổi bị hãm hiếp trong Tập 7 của Không thể tin được. Nó được phát hành vào ngày 13 tháng 9 trên Netflix. [8]

## Đời tư
Smith kết hôn với nhà làm phim người Nga, Steve Lubensky, vào ngày 6/1/1999. Họ sinh được một con gái, Fanny Grace Lubensky, vào ngày 12/3/2003 tại New York. Tháng 5, 2008, họ nhận nuôi thêm một bé gái tên Lucy Dinknesh Lubensky, quê gốc ở Ethiopia.

## Danh sách phim

### Điện ảnh
| Year | Title                       | Role             | Notes |
| ---- | --------------------------- | ---------------- | --- |
| 1988 | The Moderns                 | Abigail          | |
| 1991 | The Silence of the Lambs    | Catherine Martin | |
| 1993 | The Night We Never Met      | Catha            | |
| 1993 | Mr. Wonderful               | Jan              | |
| 1994 | Vanya on 42nd Street        | Sonya            | 3rd Place—Boston Society of Film Critics Award for Best Actress Nominated—Independent Spirit Award for Best Supporting Female 3rd Place—National Society of Film Critics Award for Best Supporting Actress |
| 1995 | Last Summer in the Hamptons | Lois Garfield    | |
| 1996 | Trees Lounge                | Tina             | |
| 1996 | Kansas City                 | Babe Flynn       | |
| 1998 | The Broken Giant            | Rosemary Smith   | |
| 1998 | Remembering Sex             | Jennifer Sharp   | |
| 1999 | Random Hearts               | Sarah            | |
| 2000 | Eventual Wife               | Susan            | |
| 2001 | Series 7: The Contenders    | Dawn Lagarto     | |
| 2001 | The Man Who Wasn't There    | Sobbing Prisoner | |
| 2002 | For Earth Below             | Dede             | |
| 2002 | Bad Company                 | Officer Swanson  | |
| 2004 | Melinda and Melinda         | Cassie           | |
| 2004 | Iron Jawed Angels           | Mabel Vernon     | |
| 2005 | Shooting Vegetarians        | The Chicken Man  | |
| 2005 | In Her Shoes                | Amy              | |
| 2006 | The Namesake                | Sally            | |
| 2010 | A Little Help               | Kathy Helms      | |
| 2010 | Fair Game                   | Diana            | |
| 2010 | The Aspern Papers           | Tita Bordereau   | |
| 2013 | Labor Day                   | Evelyn           | |
| 2014 | Interstellar                | Nurse            | |
| 2015 | Road Hard                   | Carol            | |
| 2015 | Day Out of Days             | Annabel          | |
| 2016 | The Call of Charlie         | Diane            | Short film |
| 2016 | Broken Links                | Diane            | |
| 2017 | To the Bone                 | Olive            | |
| 2017 | The Angry River             | Katherine Alsea  | Short film |
| 2018 | Dude                        | Lorraine         | |
| 2018 | Blood Clots                 | Diane            | |
| 2019 | Bombshell                   | Irena Brigante   | |

### Truyền hình
| Year      | Title                             | Role                | Notes |
| --------- | --------------------------------- | ------------------- | --- |
| 1988      | The Equalizer                     | Risa                | Episode: "A Dance on the Dark Side"                                                                          |
| 1996–2005 | Law & Order                       | Margot Bell         | 2 episodes                                                                                                   |
| 1997      | The Larry Sanders Show            | Tonya Bailey        | Episode: "Make a Wish"                                                                                       |
| 1999      | Homicide: Life on the Street      | Josephine Pitt      | Episode: "Truth Will Out"                                                                                    |
| 1998–99   | The Hunger                        | Lee Cooper          | 2 episodes                                                                                                   |
| 2001      | Big Apple                         | Lois Mooney         | 3 episodes                                                                                                   |
| 2001      | 100 Centre Street                 | Lynn Hoffman        | Episode: "Bottlecaps"                                                                                        |
| 2002      | Law & Order: Criminal Intent      | Tessa Rankin        | Episode: "Phantom"                                                                                           |
| 2004      | Six Feet Under                    | Carolyn Pope        | 3 episodes                                                                                                   |
| 2006      | Heist                             | Sarah               | 4 episodes                                                                                                   |
| 2007      | Crossing Jordan                   | Dr. Kate Switzer    | 13 episodes                                                                                                  |
| 2007      | Law & Order                       | Ms. Kurland         | Episode: "Captive"                                                                                           |
| 2007      | Dirty Sexy Money                  | Andrea Smithson     | Episode: "Pilot"                                                                                             |
| 2007      | Weeds                             | Valerie Scottson    | 4 episodes                                                                                                   |
| 2006–08   | Grey's Anatomy                    | Dr. Erica Hahn      | 25 episodes Nominated—Screen Actors Guild Award for Outstanding Performance by an Ensemble in a Drama Series |
| 2010      | Criminal Minds                    | Barbara Lynch       | Episode: "Mosley Lane"                                                                                       |
| 2012      | Law & Order: Special Victims Unit | Delia Wilson        | 3 episodes                                                                                                   |
| 2012      | American Horror Story: Asylum     | Dr. Gardner         | Episode: "The Coat Hanger"                                                                                   |
| 2013      | Graceland                         | Marianne O'Connor   | Episode: "Pilot"                                                                                             |
| 2013–15   | Ray Donovan                       | Frances Simpson     | 13 episodes                                                                                                  |
| 2016      | Nashville                         | Jackie Hudson       | Episode: "It's Sure Gonna Hurt"                                                                              |
| 2016      | Stitchers                         | Dr. Naomi Burke     | Episode: "The Two Deaths of Jamie B."                                                                        |
| 2017      | Hand of God                       | Lesley Levay        | Episode: "I See That Now"                                                                                    |
| 2017      | Bosch                             | Captain Ellen Lewis | 5 episodes                                                                                                   |
| 2017      | Bates Motel                       | Sheriff Jane Greene | 6 episodes                                                                                                   |
| 2018      | Supergirl                         | Jacqueline Nimball  | Episode: "Schott Through the Heart"                                                                          |
| 2018      | The Crossing                      | Diana               | 3 episodes                                                                                                   |
| 2018      | The Good Doctor                   | Sybil Meeks         | Episode: ''Tough Titmouse''                                                                                  |
| 2018      | Chicago Med                       | Amber Young         | Episode: "Death Do Us Part"                                                                                  |
| 2019      | Project Blue Book                 | Sara Downing        | Episode: " The Flatwoods Monster "                                                                           |
| 2019      | The Act                           | Myra                | Episode: "Stay Inside"                                                                                       |
| 2019      | The Good Fight                    | Zelda Raye          | Episode: "The One with the Celebrity Divorce"                                                                |
| 2019      | Unbelievable                      | Dara Kaplan         | Episode #1.7                                                                                                 |